# سعيد مارتينيز
سعيد مارتينيز (مواليد 7 أغسطس 1991) هو حكم كرة قدم هندوراسي، حصل على الشارة الدولية من قبل الفيفا في 2017.